# Mancomunitat de Serveis Socials i Turisme de Pego, l'Atzúbia i les Valls
La Mancomunitat de Serveis Socials i Turisme de Pego, l'Atzúbia i les Valls és una mancomunitat de municipis de les subcomarques de les Valls i les Valls de Pego a la comarca de la Marina Alta (País Valencià). Aglomera 5 municipis i 11.879 habitants, en una extensió de 176,10 km². Actualment (2007) la mancomunitat és presidida per Ana María Aparisi Server, del PSPV-PSOE i regidora de l'ajuntament de Pego.
Les seues competències són:
- Serveis socials
- Turisme

Els pobles que formen la mancomunitat són:
- l'Atzúbia
- Pego
- la Vall d'Alcalà
- la Vall d'Ebo
- la Vall de Gallinera